# Marcia per la vita

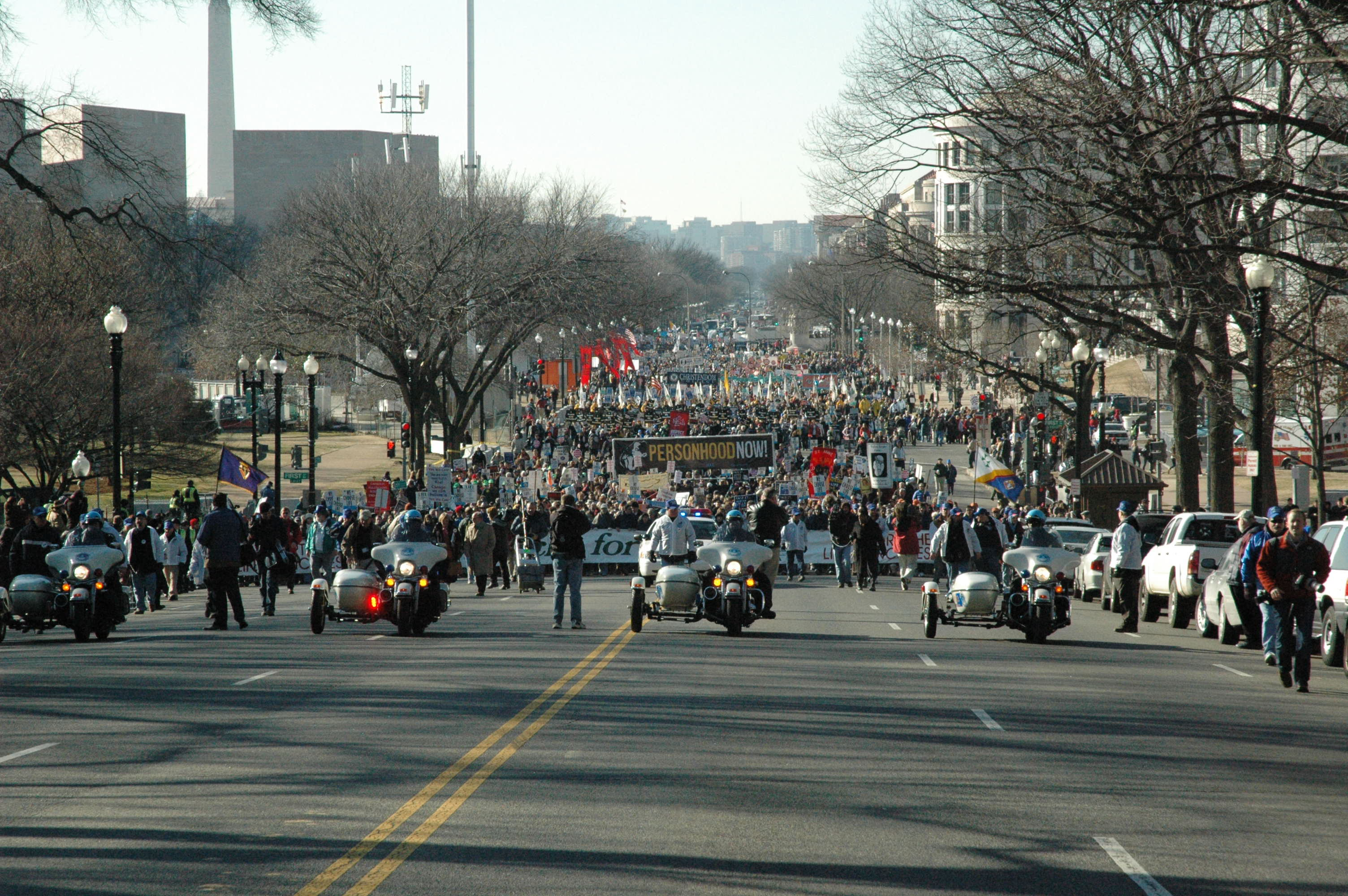
Marcia per la Vita del 2009

La Marcia per la vita (March for Life) di Washington è una manifestazione annuale contro l'aborto.

## Storia
Il 22 gennaio del 1974, Kathy McEnte organizzò la prima marcia per la vita a Washington come protesta e reazione alla sentenza della Corte suprema che aveva legalizzato l'aborto. Vi parteciparono 20.000 persone.

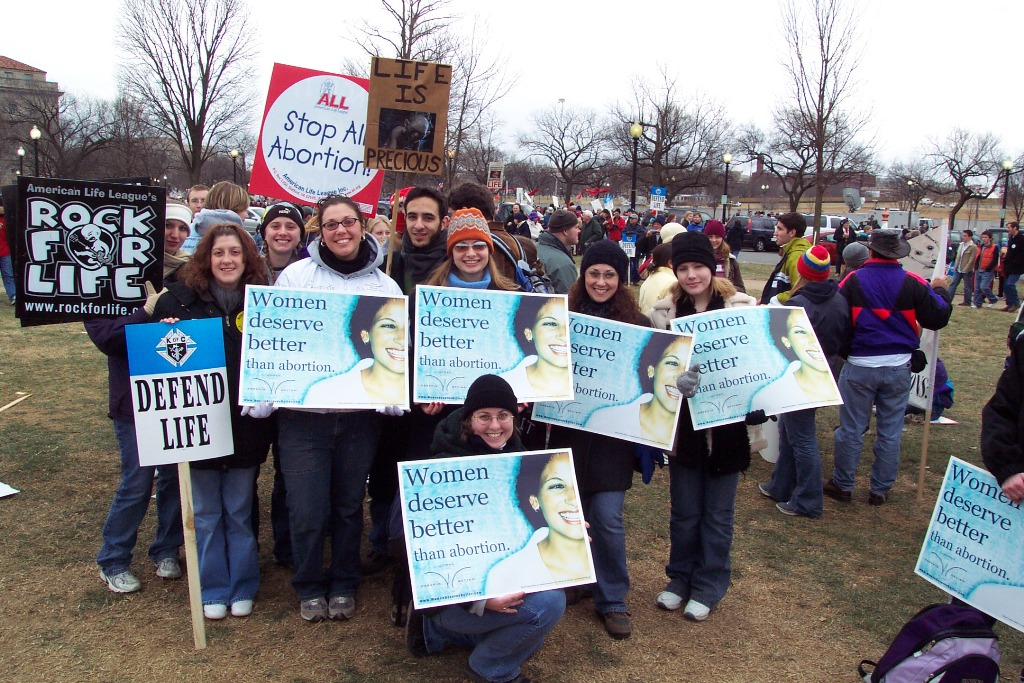
Alcuni manifestanti alla Marcia del 2004

## Cronologia delle Marce
- La prima Marcia 1974	20 000 persone
- Marcia 1975	50 000 persone
- Marcia 1976	65 000 persone
- Marce 1977-1998	100 000 persone
- La Venticinquesima Marcia 1998	225 000 persone
- Marcia 1999	125 000 persone
- Marcia 2000	100 000 persone
- Marcia 2001	225 000 persone[senza fonte]
- Marcia 2002	100 000 persone[1]
- Marce 2003 - 2007	200 000 persone[2]
- Marcia 2010 300 000 persone[3]
- Marcia 2013 650 000 persone[senza fonte]

## Iniziative simili
Iniziative simili si tengono a Parigi, a Bruxelles, a Varsavia, a San Francisco, in Canada, a Roma.

### Marcia per la Vita Virtuale
Nel 2010 gli Americans United for Life propongono una Marcia per la Vita Virtuale. Il numero dei partecipanti secondo fonti cattoliche è stato 75.000

## Oratori Importanti
Nel 2011 hanno parlato i membri del Congresso Kevin McCarty e Mike Pence
Nel 2013 hanno partecipato lo Speaker della Camera John Boehner (tramite un video pre-registrato), l'ex senatore Rick Santorum e altri membri del Congresso.
Nel 2017, la marcia comprendeva il Vicepresidente Mike Pence, Kellyanne Conway, l'Arcivescovo di New York, Cardinale Timothy M. Dolan, l'attivista anti-aborto Abby Johnson e il giocatore della NFL Benjamin Watson. Pence ha partecipato e parlato alla marcia, diventando il primo Vicepresidente e il funzionario di grado più alto a farlo.
Nel 2018, il presidente Donald Trump si è rivolto ai partecipanti della 45ª marcia via satellite dal White House Rose Garden, diventando il primo presidente degli Stati Uniti a farlo. Alla marcia ha partecipato lo Speaker della Camera Paul Ryan, il rappresentante democratico dell'Illinois Dan Lipinski e alcuni giocatori della NFL.
Nel 2019, Trump ha parlato alla folla via satellite, mentre il vicepresidente ha tenuto un discorso direttamente davanti ai manifestanti. All'evento ha parlato anche il commentatore politico Ben Shapiro.
Il 24 gennaio 2020, il presidente Trump è stato il primo presidente americano a partecipare e parlare alla Marcia per la Vita. L’evento è stato trasmesso in diretta da Fox News. Il presidente ha dichiarato che "ogni bambino è un dono prezioso e sacro di Dio. Assieme, noi dobbiamo proteggere, amare e difendere la dignità e la santità di ogni vita umana". "Quando vediamo l'immagine di un bambino nel grembo materno, vediamo la maestosità della creazione di Dio. Quando teniamo un neonato tra le braccia, conosciamo l'amore infinito che ogni bambino porta in una famiglia. Quando guardiamo crescere un bambino, vediamo lo splendore che si irradia da ogni anima umana. Una vita cambia il mondo". "Sappiamo che ogni anima umana è divina e ogni vita umana, nata e non nata, è fatta a immagine santa di Dio Onnipotente. Insieme, difenderemo questa verità in tutta la nostra magnifica terra.’’

## Galleria d'immagini

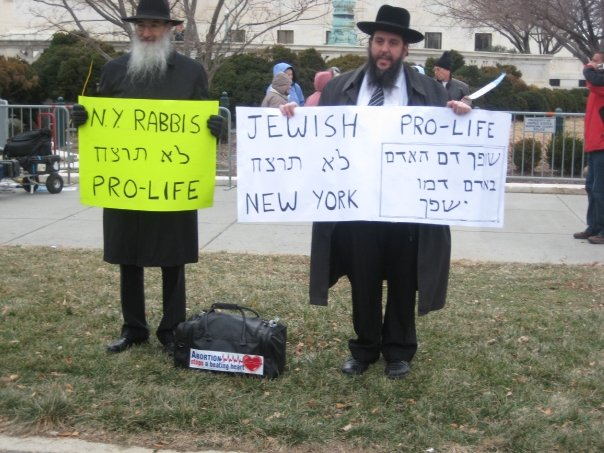
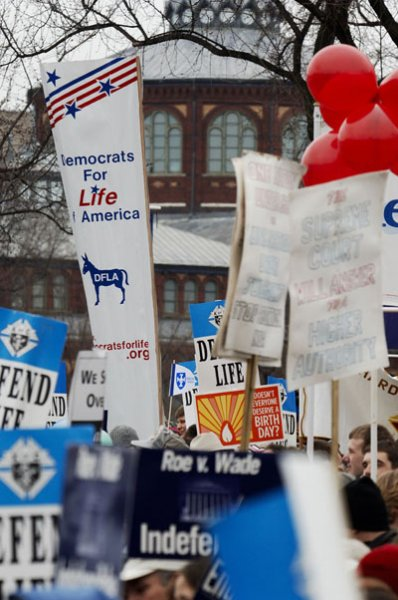
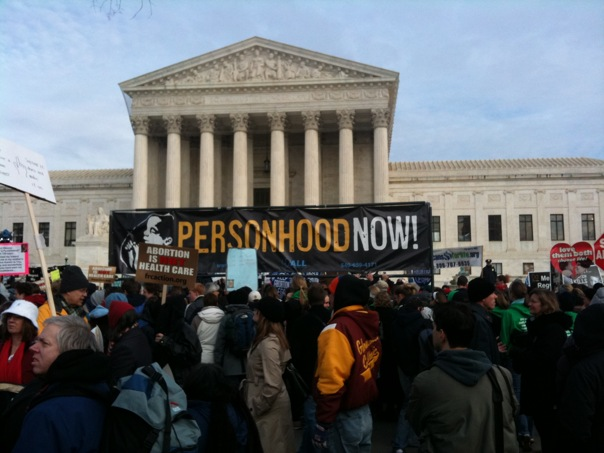